# Nearis Green
Nearis Green (1820 - vers 1890) est un des esclaves afro-américains appartenant à Dan Call, pasteur, épicier et distillateur d'alcools.
Nearis Green est celui auprès duquel le jeune Jack Daniel - futur fondateur de la distillerie Jack Daniel's portant son nom - a appris a distiller le whisky. Dan Call aurait qualifié son esclave de « meilleur producteur de whisky que je connaisse ». En 1866, lors de l'ouverture de sa distillerie, Jack Daniel va même jusqu'à employer deux des fils de Nearis, un an après l'abolition de l'esclavage aux États-Unis. L'histoire de Nearis Green est désormais mise en avant lors de certaines visites guidées de la distillerie Jack Daniel's à Lynchburg dans le Tennessee,.